# Below the Lights
Below the Lights sedmi je studijski album norveškog metal sastava Enslaved. Osim što je ovaj album bio posljednji album grupe koji je objavila diskografska kuća Osmose Productions (sastav će za izdanje svojeg sljedećeg albuma Isa potpisati ugovor s kućom Candlelight), također dolazi i do promjena u postavi. Ovo je posljednji album skupine na kojem je bubnjeve svirao Dirge Rep (koji je također koautor dviju pjesama); Cato Bekkevold kasnije zauzima njegovo mjesto za vrijeme snimanja Ise. Sastav također angažira Herbranda Larsena (koji je bio inženjer zvuka na albumu) kao klavijaturista, čime se broj članova sastava penje s četiri na pet.

## Popis pjesama
Glazba: Ivar Bjørnson.
| 1.    | »As Fire Swept Clean the Earth« | Ivar Bjørnson, Grutle Kjellson   | 6:35 |
| 2.    | »The Dead Stare«                | Bjørnson, Per Husebø (Dirge Rep) | 5:37 |
| 3.    | »The Crossing«                  | Kjellson                         | 9:12 |
| 4.    | »Queen of Night«                | Bjørnson                         | 5:59 |
| 5.    | »Havenless«                     | Bjørnson                         | 5:35 |
| 6.    | »Ridicule Swarm«                | Husebø                           | 6:18 |
| 7.    | »A Darker Place«                | Bjørnson                         | 7:01 |
| 46:17 |                                 |                                  |      |

## Recenzije
Album je kritički bio vrlo dobro prihvaćen. William York, glazbeni kritičar sa stranice AllMusic, izjavio je kako sastav albumom "otkriva rijetku ravnotežu između očuvanja inovativnosti i eksperimentiranja bez odlaska u previše elektronskih obmana." Zaključujući svoju recenziju, York izjavljuje: "Unatoč svojoj cjelokupnoj raznovrsnosti, ovo još uvijek ostaje vrlo žestok i iznimno bitan album ispunjen mnoštvom osjećajnih nijansi."

## Zasluge
| Enslaved - Grutle Kjellson – bas-gitara, vokali - Arve Isdal – gitara - Ivar Bjørnson – gitara, klavijature, efektori Dodatni glazbenici - Gina Torgnes – flauta (na pjesmi "Queen of Night") - Bjørgvin Tungrock Kor – zborski vokali (na pjesmi "Havenless") - Inge Rypdal – solo gitara (na pjesmi "A Darker Place") - Dennis Reksten – dodatni sintesajzer, efekti - Per Husebø (Dirge Rep) – bubnjevi | Ostalo osoblje - Pytten – produkcija, inženjer zvuka - Jørgen Træen – produkcija, miksanje, mastering - Dave Bertolini – inženjer zvuka - Nicholas Ramaget – mastering |